# Szél-anya Lineae
Le Szél-anya Lineae sono una struttura geologica della superficie di Venere.